# Liste der Mitglieder der Deutschen Akademie der Naturforscher Leopoldina/1826
Die Liste der Mitglieder der Deutschen Akademie der Naturforscher Leopoldina für 1826 enthält alle Personen, die im Jahr 1826 zum Mitglied ernannt wurden. Insgesamt gab es 14 neu gewählte Mitglieder.

## Mitglieder
| Nr.  | Name                                                            | Beiname       | Geboren       | Aufnahme | Gestorben     | Bild                                                            | Datenbank                       |
| ---- | --------------------------------------------------------------- | ------------- | ------------- | -------- | ------------- | --------------------------------------------------------------- | ------------------------------- |
| 1301 | Gottlieb Wilhelm Bischoff                                       | Schkuhr       | 21. Mai 1797  | 28. Nov. | 11. Sep. 1854 | G W Bischoff                                                    | 2023                            |
| 1302 | Heinrich Karl van der Boon Meesch                               | Boerhaave I.  | 6. Apr. 1795  | 28. Nov. | 19. Juni 1831 | Hendrik Carel van der Boon Mesch (1795–1831)                    | Hendrik Carl van der Boon Mesch |
| 1303 | Godrad Alexander Gerb. Philipp van der Capellen van Berkenwoude | Nieuhof       | 15. Dez. 1778 | 28. Nov. | 10. Apr. 1848 | Godrad Alexander Gerb. Philipp van der Capellen van Berkenwoude | 1675                            |
| 1304 | Toussaint de Charpentier                                        | Frischius II. | 22. Nov. 1779 | 28. Nov. | 4. März 1847  |                                                                 | 2286                            |
| 1305 | Karl Friedrich von Gärtner                                      | Koelreuter    | 1. Mai 1772   | 28. Nov. | 1. Sep. 1850  | Karl Friedrich von Gärtner                                      | 2884                            |
| 1306 | Carl (Johann Bernhard) Karsten                                  | Sven Rinman   | 26. Nov. 1782 | 28. Nov. | 22. Aug. 1853 | Karl Johann Bernhard Karsten                                    | 4554                            |
| 1307 | Aylmer Bourke Lambert                                           | Sloane I.     | 2. Feb. 1761  | 28. Nov. | 10. Jan. 1842 | Aylmer Bourke Lambert, Werk von W. Evans, 1810                  | 4826                            |
| 1308 | Johann Petrus Pauls                                             | Fracastorius  | 1783          | 28. Nov. | 23. Okt. 1845 |                                                                 | 5958                            |
| 1309 | Jeremias Van Rensselaer                                         | Gronovius I.  |               | 28. Nov. |               |                                                                 | Jeremias van Rensselaer         |
| 1310 | Hermann Schlegel                                                | Mayer         | 10. Juni 1804 | 28. Nov. | 17. Jan. 1884 | Hermann Schlegel                                                | 6447                            |
| 1311 | Gustav Schübler                                                 | Duvernoy I.   | 17. Aug. 1787 | 28. Nov. | 8. Sep. 1834  |                                                                 | 6548                            |
| 1312 | Ernst Gottlieb von Steudel                                      | Petiver       | 30. Mai 1783  | 28. Nov. | 12. Mai 1856  |                                                                 | 6786                            |
| 1313 | Johann Constantin Themmen                                       | Driessen      | 9. Nov. 1795  | 28. Nov. | 18. Sep. 1888 |                                                                 | Cornelius Johannes Themmen      |
| 1314 | Gerhard Vrolik                                                  | Walter I.     | 25. Apr. 1775 | 28. Nov. | 10. Nov. 1859 | Gerhard Vrolik                                                  | Gérard Vrolik (sen.)            |

## Hinweis zu den Lebensdaten
In der Liste sind zunächst die Lebensdaten gemäß Archiv der Leopoldina aufgenommen. Diese beziehen sich auf die Angaben gem. Neigebaur (1860) und Ule (1889). Die Lebensdaten im Namensartikel können daher von den Lebensdaten in der Liste abweichen.